# Cuộc vây hãm Saguntum
Trận Saguntum là một trận chiến diễn ra từ năm 219 TCN tới 218 TCN giữa Carthage và người Saguntine. Trận đánh này chủ yếu được nhớ đến ngày hôm nay là vì nó khơi mào cho một trong những cuộc chiến tranh quan trọng nhất của thế giới cổ đại, Chiến tranh Punic lần thứ hai.

## Kế hoạch của Hannibal
Sau khi Hannibal nắm quyền chỉ huy tối cao của quân đội ở bán đảo Iberia (năm 221 TCN) ở tuổi chỉ 26, ông đã dành hai năm tiếp theo để chuẩn bị và hoàn thành kế hoạch của mình nhằm bảo đảm quyền lực ở Địa Trung Hải. Người La Mã đã không làm gì mặc dù họ đã nhận được cảnh báo về sự chuẩn bị của Hannibal. Họ chưa tìm hiểu được tài năng và quyết tâm của con người mà họ phải đối phó. Người La Mã nghĩ rằng họ có thể đánh bại người thanh niên trẻ Carthage bất cứ khi nào họ muốn. Người La Mã thậm chí bỏ qua Hannibal mà chuyển sự chú ý vào người Ilyria lúc này đã bắt đầu nổi dậy. Người La Mã thậm chí không phản ứng khi nhận tin rằng Hanniabl đang vây hãm Saguntum ở Đông Nam bán đảo Iberia. Họ đã bất mãn khi mà Hannibal đã phá vỡ các hiệp ước thiết lập sau Chiến tranh Punic lần thứ nhất. Việc chiếm Saguntum là cần thiết cho Hannibal trong kế hoạch tổng thể của mình. Thành phố là một trong những sự củng cố vững chắc cho khu vực và sẽ nghèo nàn khi để lại cho kẻ thù của mình. Hanniabl còn cho phép cướp bóc để giữ cho quân đội được vui vẻ (chủ yếu là lính đánh thuê từ Bắc Phi, bán đảo Iberia và Gaul). Và tiền từ thành phố cũng có thể được chi tiêu vào việc giữ cho chính trị của Carthage không đi xuống.

## Cuộc vây hãm
Trong cuộc tấn công của Hannibal vào Saguntum, ông đã nhận một số thất bại vì sự vững chắc của các cứ điểm được xây dựng bên ngoài và sự ngoan cường của người Saguntum, nhưng quân đội của ông đã tấn công ồ ạt và phá hủy các cứ điểm phòng thủ bên ngoài của thành phố cùng một lúc. Người Saguntum quay sang Roma xin sự trợ giúp, nhưng không có đội quân nào được gửi đến. Năm 218 TCN sau tám tháng của cuộc vây hãm, người Saguntum cuối cuối cũng bị đánh bại. Hannibal bây giờ đã có một cơ sở mà từ đó ông có thể cung cấp cho quân đội của ông với thực phẩm và quân nhu. Đây là một trong những sai lầm ngớ ngẩn đầu tiên của người La Mã được thực hiện trong Chiến tranh Punic lần thứ hai: nếu họ gửi quân trợ giúp Saguntum chống lại Hannibal thay vì chiến đấu chống lại người Ilyria khởi nghĩa, họ có thể củng cố thành phố và ngăn Hannibal vượt qua dãy Pyrenee.

## Kết quả
Sau cuộc vây hãm, Hannibal đã cố gắng để đạt được sự hỗ trợ của viện nguyên lão Carthage. Viện nguyên lão (vốn được lãnh đạo bởi phe thân La Mã của Hanno Vĩ đại) đã không đồng ý với phương án tiến hành chiến tranh của Hannibal và cũng không bao giờ hỗ trợ tuyệt đối cho ông khi ông chỉ còn có cách thành Roma có 5 dặm. Tuy nhiên Hannibal đã có thể đạt được sự hỗ trợ giới hạn mà ông ta được phép để chuyển tới Carthaginio Nova. Tại đây, ông đã tập hợp những người lính của ông và tuyên bố về kế hoạch táo bạo của mình. Một thời gian ngắn sau đó, Hannibal đã thực hiện một cuộc hành hương tôn giáo trước khi bắt đầu hành quân về phía dãy núi Pyrenee, dãy An pơ, và Roma. Các giai đoạn tiếp theo của cuộc chiến được đánh dấu bằng chiến thắng bất ngờ của người Carthage ở Trebia, hồ Trasimene, và có lẽ đáng chú ý nhất là trong trận Cannae.